# Clown Core
Clown Core (ook gestileerd als ClownC0re) is een Amerikaans muziekduo. De twee personen die in video's op hun YouTubekanaal steevast een clownsmasker dragen zijn mogelijk drummer Louis Cole van de indietronica/jazzfunk-band KNOWER en saxofonist Sam Gendel die met KNOWER heeft opgetreden. Het eponieme album Clown Core werd in 2010 uitgebracht en verscheen ook op Spotify. Pas acht jaar later volgde het album Toilet. In 2020 verscheen Van. Alle albums werden in eigen beheer uitgebracht.

## Stijl
Celia Woitas van het Duitse tijdschrift Metal Hammer omschreef de muziek als "ver verwijderd van elk muziekgenre": "In gewohnter Kloatmosphäre (...) spielen ihren sehr eigenen Musikmix, der sich fernab von jedem Musikgenre befindet". In zijn recensie van het nummer Hell (2018) en analyse van de bijbehorende videoclip noemde Axl Rosenberg van de heavymetal-nieuwswebsite MetalSucks het project "a masterpiece of modern art" en omschreef hij het lied als "genre-defying". Mick R. van New Noise Magazine deelt die laatste mening: "Clown Core simply defies categorization."

## Discografie
- Clown Core, 2010
- Toilet , 2018
- Van, 2020